# Clásicas (ciclismo)
Las clásicas son carreras de ciclismo en carretera de un solo día. La mayoría de ellas se corren en Europa Occidental (Francia, Bélgica e Italia) desde hace varias décadas e incluso desde el siglo XIX.
Varias de ellas tienen lugar durante la primavera europea en los meses de marzo y abril, por lo que en términos generales se les suele llamar Clásicas de Primavera.
No está estrictamente definido cuándo una carrera es una «clásica», aunque se suelen seguir ciertos criterios para determinarlo. Algunos de ellos son la distancia y la dificultad del perfil de la ruta. También se valora una larga tradición y que los ciclistas de mayor renombre en la historia hayan ganado la carrera. Otro factor es el entusiasmo que haya en los espectadores a lo largo de la carrera y la reputación de los ciclistas que participen. Además, la carrera debe ser similar año a año, introduciendo relativamente pocos cambios en el recorrido.
En los últimos años, el término monumentos se refiere a las cinco clásicas más prestigiosas, la Milán-San Remo, el Tour de Flandes, la París-Roubaix, la Lieja-Bastoña-Lieja y el Giro de Lombardía. Estas son las más prestigiosas en su tipo y la longitud de estas carreras es superior a 240 kilómetros (más de 6 horas de duración).

## Clásicas
Esta lista incluye a las carreras más importantes, consideradas como clásicas (en negrita se señalan las cinco clásicas de gran prestigio e historia que son denominadas monumentos):
- Nota: en amarillo carreras que no forman parte del UCI WorldTour y en rosa carreras desaparecidas.

| Carrera                  | País         | Primera edición | Categoría | Descripción |
| ------------------------ | ------------ | --------------- | --------- | --- |
| Omloop Het Nieuwsblad    | Bélgica      | 1945            | WT        | |
| Milán-San Remo           | Italia       | 1907            | WT        | Llamada también La Primavera, se disputa en marzo y es la primera clásica del año. Su trazado es el más largo de todas las clásicas con casi 300 km.     |
| E3 Saxo Classic          | Bélgica      | 1958            | WT        | Primera clásica belga del año, insertada en el UCI WorldTour desde 2012.                                                                                 |
| Gante-Wevelgem           | Bélgica      | 1934            | WT        | Se corre a finales de marzo, una semana antes del Tour de Flandes.                                                                                       |
| A Través de Flandes      | Bélgica      | 1945            | WT        | |
| Tour de Flandes          | Bélgica      | 1913            | WT        | Se corre a principios de abril. Tradicionalmente era la primera clásica de pavé.                                                                         |
| Clásica Brujas-La Panne  | Bélgica      | 1977            | WT        | Hasta 2017 fue una carrera por etapas llamada Tres Días de La Panne.                                                                                     |
| París-Roubaix            | Francia      | 1896            | WT        | Tiene lugar el siguiente fin de semana del Tour de Flandes. Debido a su dureza, se apoda el Infierno del Norte o la Clásica de las clásicas.             |
| Amstel Gold Race         | Países Bajos | 1966            | WT        | Se corre una semana después de la París-Roubaix e inaugura las Clásicas de las Ardenas.                                                                  |
| Flecha Valona            | Bélgica      | 1936            | WT        | Se corre durante la semana entre la Amstel Gold Race y la Lieja-Bastogne-Lieja                                                                           |
| Lieja-Bastoña-Lieja      | Bélgica      | 1892            | WT        | Es la más antigua de las clásicas por lo que se la conoce como La Decana.                                                                                |
| Clásica San Sebastián    | España       | 1981            | WT        | Única clásica disputada en España. |
| Cyclassics Hamburg       | Alemania     | 1996            | WT        | Única clásica alemana, también conocida como Clásica de Hamburgo.                                                                                        |
| Gran Premio de Fráncfort | Alemania     | 1962            | WT        | |
| Bretagne Classic         | Francia      | 1931            | WT        | |
| Gran Premio de Quebec    | Canadá       | 2010            | WT        | |
| Gran Premio de Montreal  | Canadá       | 2010            | WT        | |
| Milán-Turín              | Italia       | 1876            | .HC       | Aunque la primera edición fue en 1876, ha sufrido varios parones. No se encuentra dentro del UCI WorldTour.                                              |
| Giro de Lombardía        | Italia       | 1905            | WT        | Se lleva a cabo en octubre y se la conoce como la "Clásica de las hojas muertas".                                                                        |
| Brussels Cycling Classic | Bélgica      | 1896            | .HC       | Conocida hasta el 2012 como París-Bruselas. Apta para velocistas, formó parte de la Copa del mundo.                                                      |
| París-Tours              | Francia      | 1896            | .HC       | La primera edición fue en 1896 para aficionados. En 1901 en su segunda edición se comenzó a disputar en profesionales. Formó parte de la Copa del mundo. |
| Campeonato de Zúrich     | Suiza        | 1914            | -         | Formó parte de la Copa del mundo y del UCI ProTour hasta 2006, cuando desapareció.                                                                       |
| Porto - Lisboa           | Portugal     | 1911            | -         | La primera edición fue en 1911 y terminó en 2004 debido a su extensión (330 km)                                                                          |
| París - Rouen            | Francia      | 1869            | -         | La primera edición fue en 1869, siendo la primera carrera que unía dos ciudades y terminó en 2009                                                        |

## Monumentos
En el calendario ciclístico, existen cinco clásicas de gran prestigio e historia que son denominadas monumentos. Son la Milán-San Remo (Italia), Tour de Flandes (Bélgica), París-Roubaix (Francia), Lieja-Bastoña-Lieja (Bélgica) y el Giro de Lombardía (Italia).
Estas carreras, además de ser de las más antiguas del calendario y estrenadas antes de la Primera Guerra Mundial, se caracterizan por su dureza, ya que todas superan largamente los 200 kilómetros de recorrido aunque las dificultades en cada una son diferentes.
Eddy Merckx es el ciclista que más monumentos ha ganado, alcanzando la victoria en 19 oportunidades.

## Temporada de pavé

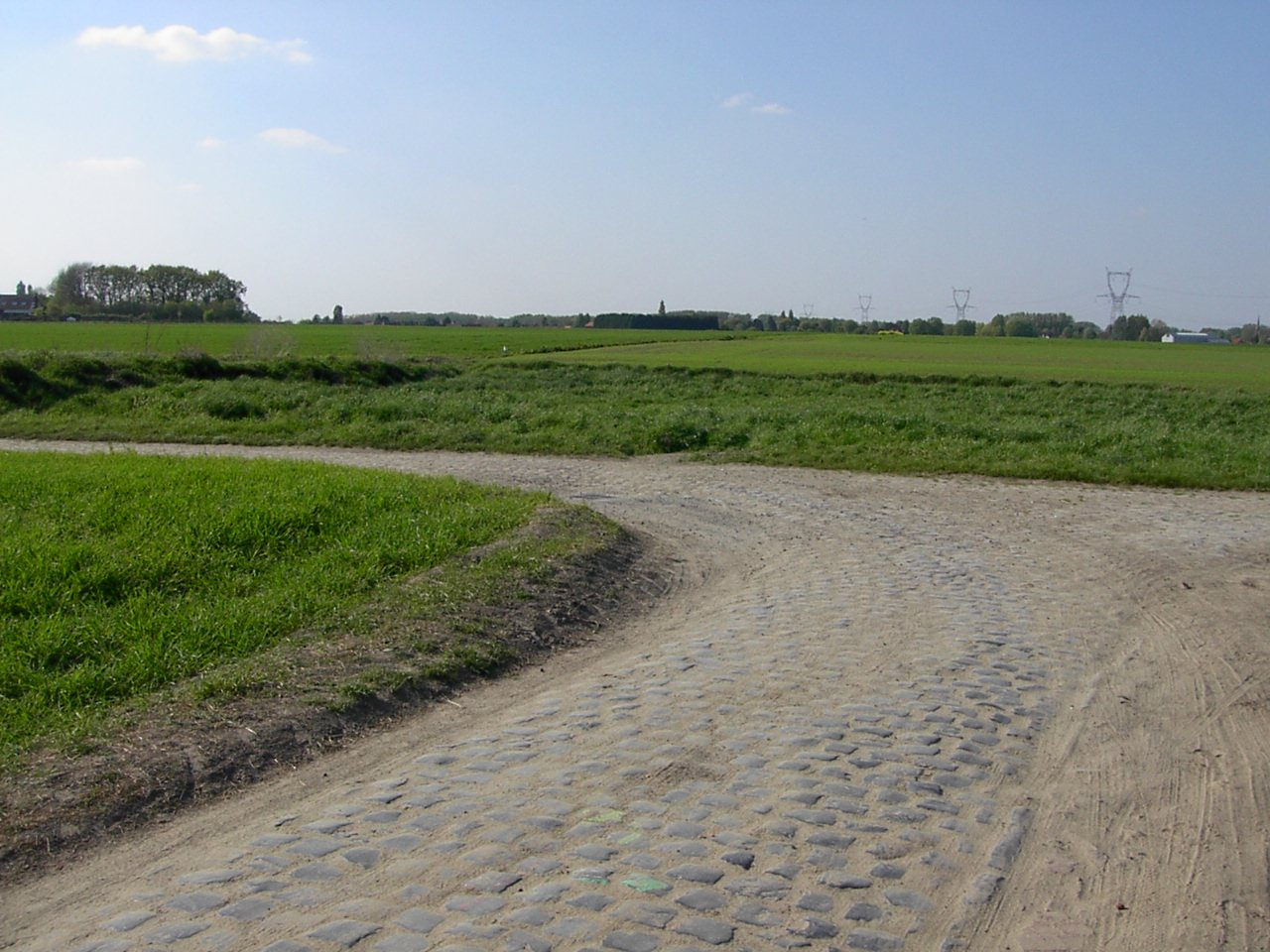
Sector de pavé de Mons-en-Pévèle, donde transita la París-Roubaix.

Durante marzo y abril de cada año, una serie de carreras (clásicas y semiclásicas) se corren en Bélgica y el norte de Francia, en la región de Flandes. Parte del recorrido incluye transitar sobre adoquines, lo cual le agrega una dureza extra a las mismas. Sumado a esto, debido a la época del año que se corren (fin del invierno y primavera), muchas veces lo hacen bajo lluvia.
Es denominada comúnmente como temporada de pavé y comienza el último fin de semana de febrero o primero de marzo en Bélgica con la Omloop Het Nieuwsblad y finaliza tradicionalmente con la París-Roubaix a principios o mediados de abril, aunque tres días después se corre la Flecha Brabanzona que también tiene algunos tramos de adoquines.

### Clásicas de Flandes
Dentro de la temporada de pavé, aproximadamente desde finales de marzo hasta mediados de abril se corren 4 carreras que se denominan las Clásicas de Flandes. La primera carrera en correrse es la E3 Harelbeke y dos días después se disputa la Gante-Wevelgem. Una semana después llega el turno del Tour de Flandes y a la semana siguiente, la París-Roubaix.
Estas dos últimas sobresalen nítidamente en cuanto a prestigio sobre el resto de carreras sobre adoquines. La París-Roubaix es apodada El Infierno del Norte, con 250 km de recorrido y casi 30 tramos de pavé (entre ellos la Trouée d'Arenberg, Mons-en-Pévèle y Carrefour de l'Arbre) que suman más de 50 km. Por su parte el Tour de Flandes además de tramos de pavé, cuenta en su recorrido con los "muros", subidas cortas pero empinadas, tanto sobre adoquines como asfalto. Los muros más famosos son el Kapelmuur, el Koppenberg y el Paterberg.
Otras carreras de importancia sobre adoquines son la Omloop Het Nieuwsblad, Kuurne-Bruselas-Kuurne, Nokere Koerse, A Través de Flandes y Scheldeprijs.

## Clásicas de las Ardenas
La Amstel Gold Race (Holanda), Flecha Valona y Lieja-Bastoña-Lieja (Bélgica) son las llamadas Clásicas de las Ardenas. Estas tres carreras se corren a finales de abril, luego de terminada la temporada de pavé.
Recorren las colinas de las Ardenas, y son famosas por sus muros como el Cauberg y el Muro de Huy.

## Semana Flamenca de Ciclismo
La E3 Saxo Bank Classic junto a Gante-Wevelgem, A Través de Flandes, Clásica Brujas-La Panne y el monumento Tour de Flandes conforman la Semana Flamenca de Ciclismo. Estas carreras suelen disputarse con un lapso de tiempo de 11-12 días. Todas ellas se disputan en Flandes (Bélgica).

## Semiclásicas
Las denominadas semiclásicas, son otras carreras de un día, pero de menor prestigio o popularidad que las clásicas. La siguiente lista está formada por algunas de las carreras semiclásicas más importantes según su categoría y/o antigüedad):
| Carrera                             | Primera edición | Categoría | Desde |
| ----------------------------------- | --------------- | --------- | ----- |
| Gran Premio de Fráncfort            | 1962            | .UWT      | 2017  |
| Scheldeprijs                        | 1907            | .Pro      | 2020  |
| Campeonato de Flandes               | 1908            | .1        | 2005  |
| Binche-Tournai-Binche               | 1911            | .1        | 2010  |
| Tour de Limburgo                    | 1919            | .1        | 2014  |
| Schaal Sels                         | 1921            | .1        | 2005  |
| Gran Premio de la Villa de Zottegem | 1934            | .1        | 2005  |
| Gran Premio de Valonia              | 1935            | .1        | 2005  |
| Nokere Koerse                       | 1944            | .Pro      | 2020* |
| Omloop Het Nieuwsblad               | 1945            | .UWT      | 2017  |
| Kuurne-Bruselas-Kuurne              | 1945            | .Pro      | 2020  |
| A través de Flandes                 | 1945            | .UWT      | 2017  |
| Halle-Ingooigem                     | 1945            | .1        | 2005  |
| Circuito de Houtland                | 1945            | .1        | 2005  |
| Flecha Brabanzona                   | 1961            | .Pro      | 2020  |
| Clásica de Ordizia                  | 1922            | .1        | 2005  |
| Circuito de Guecho                  | 1924            | .1        | 2005  |
| Klasika Primavera                   | 1946            | .1        | 2005  |
| Gran Premio Miguel Induráin         | 1951            | .1        | 2013  |
| Clásica de Almería                  | 1986            | .Pro      | 2020  |
| París-Bourges                       | 1913            | .1        | 2005  |
| Gran Premio de Fourmies             | 1928            | .HC       | 2005  |
| Boucles de l'Aulne                  | 1931            | .1        | 2006  |
| París-Camembert                     | 1934            | .1        | 2005  |
| Tour de Doubs                       | 1934            | .1        | 2005  |
| Gran Premio de Isbergues            | 1947            | .1        | 2005  |
| Tour de Vendée                      | 1980            | .1        | 2014  |

| Carrera                        | Primera edición | Categoría | Desde |
| ------------------------------ | --------------- | --------- | ----- |
| Giro del Piemonte              | 1906            | .Pro      | 2020  |
| Giro del Veneto                | 1909            | .1        | 2010  |
| Giro de Emilia                 | 1909            | .Pro      | 2020  |
| Tres Valles Varesinos          | 1919            | .HC       | 2005  |
| Coppa Bernocchi                | 1919            | .1        | 2005  |
| Giro de Toscana                | 1923            | .1        | 2005  |
| Roma Maxima                    | 1933            | .1        | 2013  |
| Giro de los Apeninos           | 1934            | .1        | 2005  |
| Gran Premio Ciudad de Camaiore | 1935            | .1        | 2005  |
| Trofeo Matteotti               | 1945            | .1        | 2005  |
| Coppa Agostoni                 | 1946            | .1        | 2005  |
| Gran Premio Ciudad de Camaiore | 1949            | .1        | 2005  |
| Coppa Sabatini                 | 1952            | .Pro      | 2020  |
| Trofeo Laigueglia              | 1964            | .Pro      | 2020  |
| Gran Premio Bruno Beghelli     | 1996            | .HC       | 2014  |
| Strade Bianche                 | 2007            | .UWT      | 2017  |
| Japan Cup                      | 1992            | .HC       | 2018  |
| Arnhem-Veenendaal Classic      | 1985            | .1        | 2011  |
| G. P. Kanton Aargau            | 1964            | .HC       | 2014  |
| Gran Premio de Lugano          | 1981            | .HC       | 2005  |